# Con la duda
«Con la duda» es el tercer sencillo de Thalía sacado de su primer álbum en vivo Primera fila: Thalía. Esta canción está destinada para la promoción de álbum en las radios de música regional de México, Estados Unidos y Puerto Rico, y fue interpretada por primera vez en un concierto que la cantante y actriz mexicana grabó para el álbum, es a dueto con Joan Sebastian, que a su vez participa como compositor de la misma.